# 松油鯰
松油鯰，為輻鰭魚綱鯰形目長鬚鯰科的其中一種，分布於南美洲亞馬遜河、奧里諾科河、巴拉那河、埃塞奎博河等流域，棲息在河川底層水域，本魚體延長而側扁，體色銀灰色帶藍色金屬光澤，眼大，背鰭三角形，尾鰭深叉，體長可達120公分，成群活動，屬肉食性，以底棲性無脊椎動物等為食，具洄游性，在乾季聚集成群，向上游游到源頭，並在二月雨季開始時產卵。產卵後，成魚和幼魚向下游漂流，回到洪氾區，可做為食用魚及觀賞魚，水族界俗稱藍鴨嘴。